# Nothocasis appendicularia
Nothocasis appendicularia är en fjärilsart som beskrevs av Jean Baptiste Boisduval 1840. Nothocasis appendicularia ingår i släktet Nothocasis och familjen mätare. Inga underarter finns listade i Catalogue of Life.